# Monomontia corticola
Monomontia corticola is een hooiwagen uit de familie Triaenonychidae.